# Herlincourt
Herlincourt ist eine französische Gemeinde mit 106 Einwohnern (Stand 1. Januar 2022) im Département Pas-de-Calais in der Region Hauts-de-France. Sie gehört zum Arrondissement Arras, zum Kanton Brebières und zum Gemeindeverband Osartis Marquion.

## Lage
Die Gemeinde Herlincourt liegt im Artois, 39 Kilometer westlich von Arras. Nachbargemeinden von Herlincourt sind Ramecourt im Norden und Nordosten, Hautecloque im Südosten und Süden sowie Croisette im Südwesten und Westen. Im Südwesten von Herlincourt stehen zwei Windkraftanlagen als Teil eines interkommunalen Windparks.

## Bevölkerungsentwicklung
| Jahr                       | 1962 | 1968 | 1975 | 1982 | 1990 | 1999 | 2006 | 2015 | 2022 |
| -------------------------- | ---- | ---- | ---- | ---- | ---- | ---- | ---- | ---- | ---- |
| Einwohner                  | 115  | 92   | 67   | 94   | 110  | 112  | 107  | 107  | 106  |
| Quellen: Cassini und INSEE |      |      |      |      |      |      |      |      |      |

## Sehenswürdigkeiten

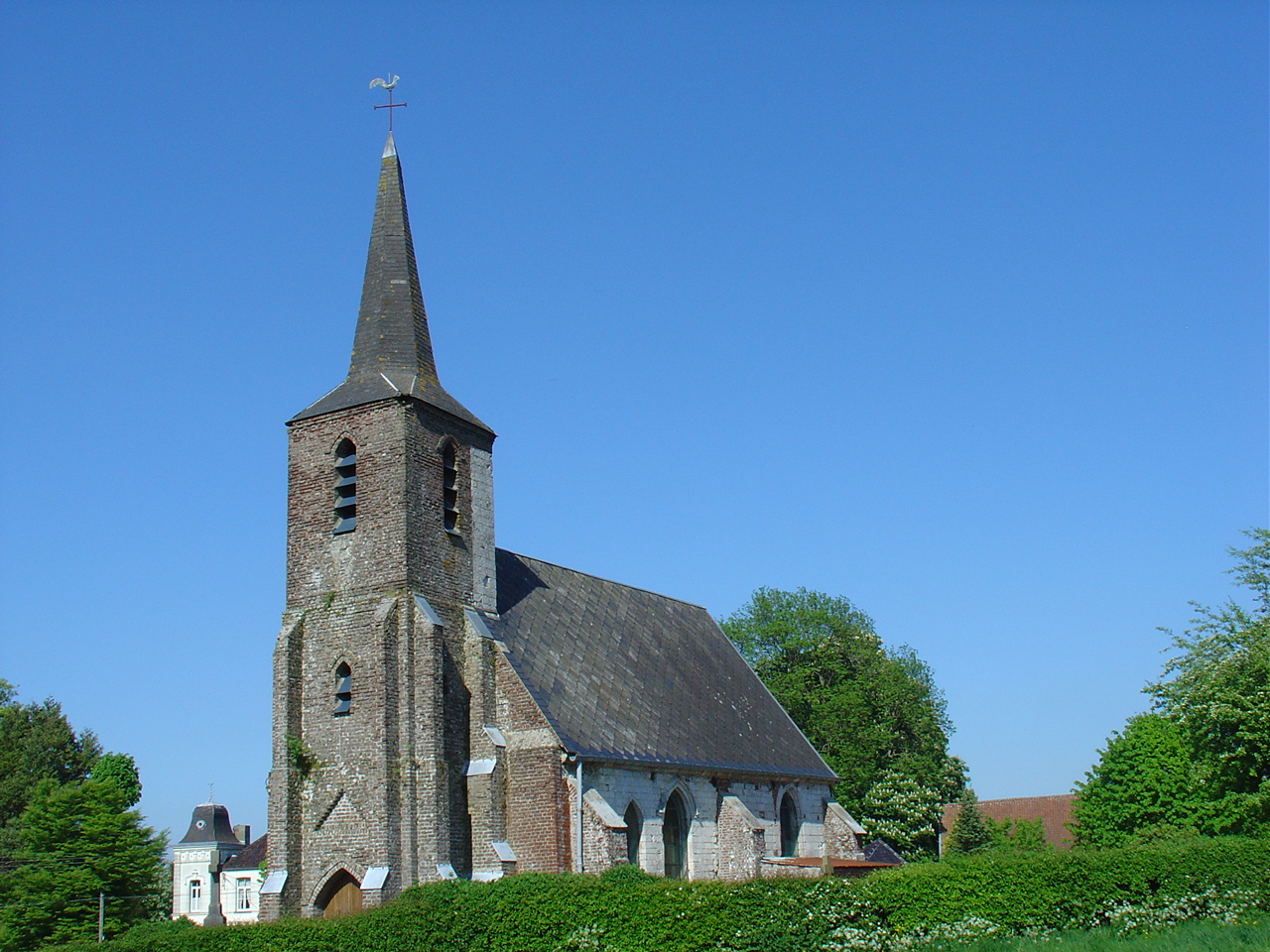
Kirche Sainte-Croix
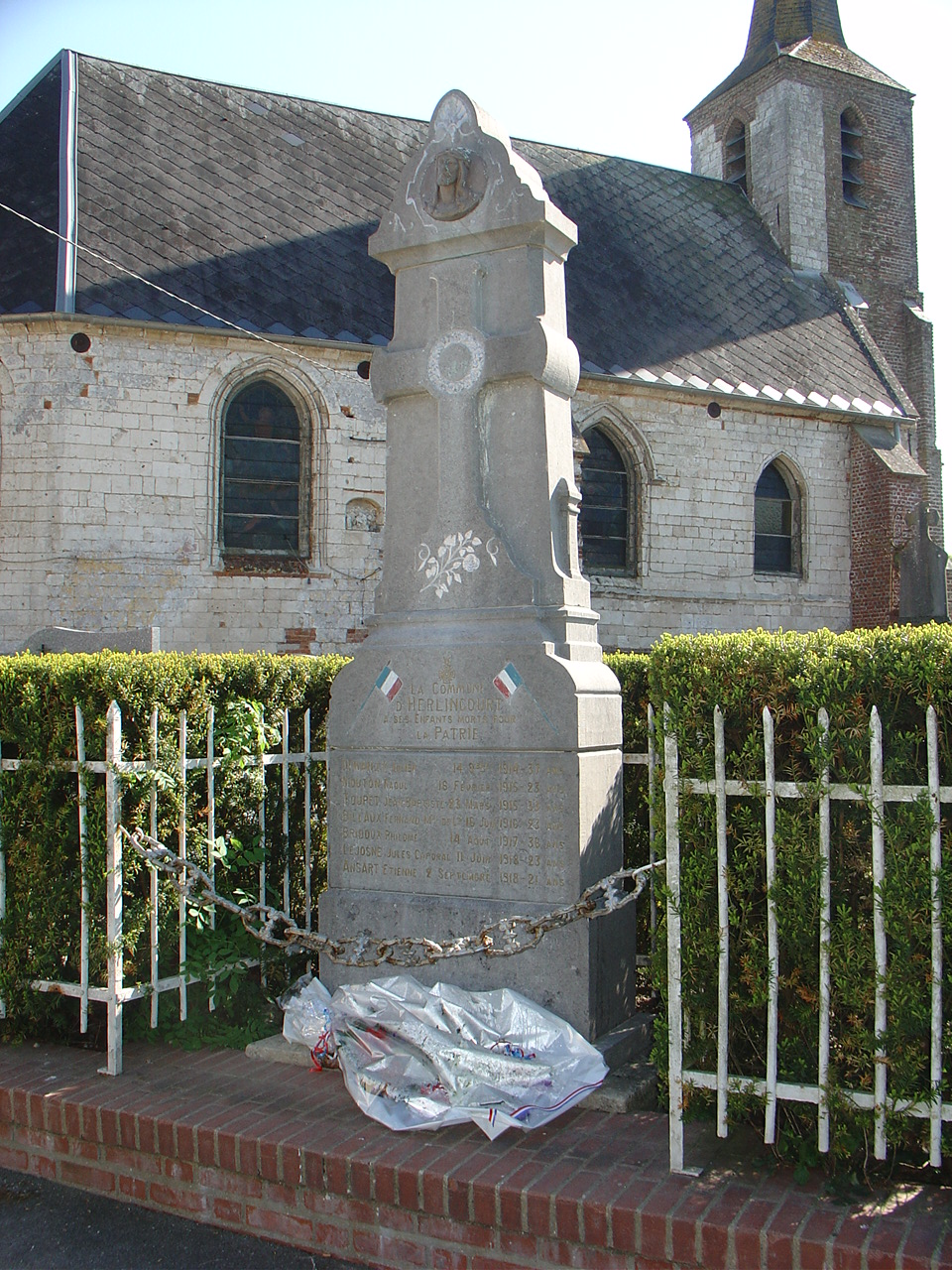
Schloss

- Kirche Sainte-Croix
- Gefallenendenkmal